# Jo Theisen
 (août 2016).
 (novembre 2022).
Pour les articles homonymes, voir Theisen.
Jo Theisen est un tireur sportif suisse.

## Palmarès
Jo Theisen a remporté l'épreuve Tanegashima Original aux championnats du monde MLAIC 1996 à Warwick. Il détient le record de Suisse de la discipline Miquelet origine avec 93 points.